# Bell (Florida)
Bell is een plaats (town) in de Amerikaanse staat Florida, en valt bestuurlijk gezien onder Gilchrist County.

## Demografie
Bij de volkstelling in 2000 werd het aantal inwoners vastgesteld op 349.
In 2006 is het aantal inwoners door het United States Census Bureau geschat op 401, een stijging van 52 (14,9%).

## Geografie
Volgens het United States Census Bureau beslaat de plaats een oppervlakte van
4,2 km², geheel bestaande uit land. Bell ligt op ongeveer 21 m boven zeeniveau.

## Plaatsen in de nabije omgeving
De onderstaande figuur toont nabijgelegen plaatsen in een straal van 32 km rond Bell.